# 斯氏新梅花介
斯氏新梅花介（学名：Neocytheretta snellii）为新梅花介科新梅花介屬下的一个种。